# Red Holloway
Red Holloway (31. května 1927 – 25. února 2012) byl americký jazzový saxofonista. Za svou dlouhou kariéru spolupracoval s hudebníky, jako byli Billie Holiday, Sonny Rollins, Wade Marcus, John Mayall, Etta James, Carmen McRae nebo Clark Terry.